# Chlamydomonas braunii
Chlamydomonas braunii là một loài tảo trong họ Chlamydomonadaceae, thuộc chi Chlamydomonas.